# گروهبان استابی: یک قهرمان آمریکایی
گروهبان استابی: یک قهرمان آمریکایی انگلیسی: Sgt. Stubby: An American Hero) فیلمی انیمیشن محصول سال ۲۰۱۸ و به کارگردانی ریچارد لانی است. در این فیلم بازیگرانی همچون لوگان لرمن، هلنا بونهام کارتر و ژرار دوپاردیو گویندگی کرده‌اند.
این انیمیشن به زندگی واقعی گروهبان استابی می‌پردازد.